# Hyrcanogobius bergi
Hyrcanogobius bergi és una espècie de peix de la família dels gòbids i de l'ordre dels perciformes.

## Morfologia
- Els mascles poden assolir 3,6 cm de longitud total.[3][4]

## Hàbitat
És un peix de clima temperat i demersal.

## Distribució geogràfica
Es troba a l'Azerbaidjan, l'Iran, el Kazakhstan i Rússia.

## Observacions
És inofensiu per als humans.